# يوهان كاسبار فوسلي
يوهان كاسبار فوسلي (بالإنجليزية: Johann Kaspar Füssli)‏‏ (9 مارس 1743 - 4 مايو 1786) هو عالم حشرات وناشر ومُصور تشكيلي سويسري. ولدَ في زيورخ عام 1743 وتوفي في فينترتور في 1786. العنكبوت الوحيد الذي وصفه يوهان عام 1775 هو عنكبوت الأقباء طويل الجسد.

## منشوراته
ألف يوهان كاسبار فوسلي عددًا من الأعمال في مجالي علم الحشرات والفنون، من أبرزها:
- Verzeichnis der ihm bekannten schweizerischen Insekten – قائمة بالحشرات السويسرية المعروفة لديه، نُشرت في زيورخ عام 1775، وتُعد من أوائل الأعمال السويسرية في تصنيف الحشرات. يتوفر النص الكامل عبر مكتبة التراث الحيوي. [4]

- Magazin für die Liebhaber der Entomologie – مجلة لهواة علم الحشرات، أصدر منها فوسلي جزئين بين عامي 1778 و1779، وتُعتبر من أوائل المجلات المتخصصة في علم الحشرات. يمكن الوصول إلى النسخ الرقمية عبر مكتبة ETH Zürich. [5]

- Neues Magazin für die Liebhaber der Entomologie – مجلة جديدة لهواة علم الحشرات، نُشرت بين عامي 1781 و1786، وتُعد استمرارًا للمجلة السابقة مع توسيع في المحتوى والمساهمات العلمية. تتوفر النسخ الرقمية عبر أرشيف الإنترنت. [6]

- Archiv der Insectengeschichte – أرشيف لتاريخ الحشرات، نُشر في ثمانية أجزاء بين عامي 1781 و1786، ويحتوي على مقالات وأبحاث حول تصنيف وسلوك الحشرات. يمكن الاطلاع على النسخ الرقمية من خلال مكتبة ETH Zürich. [7]

## روابط خارجية
- Johann Kaspar Füssli بالألمانية وبالفرنسية وبالإيطالية من قاموس سويسرا التاريخي على الإنترنت.